# Alimente ultraprocesate

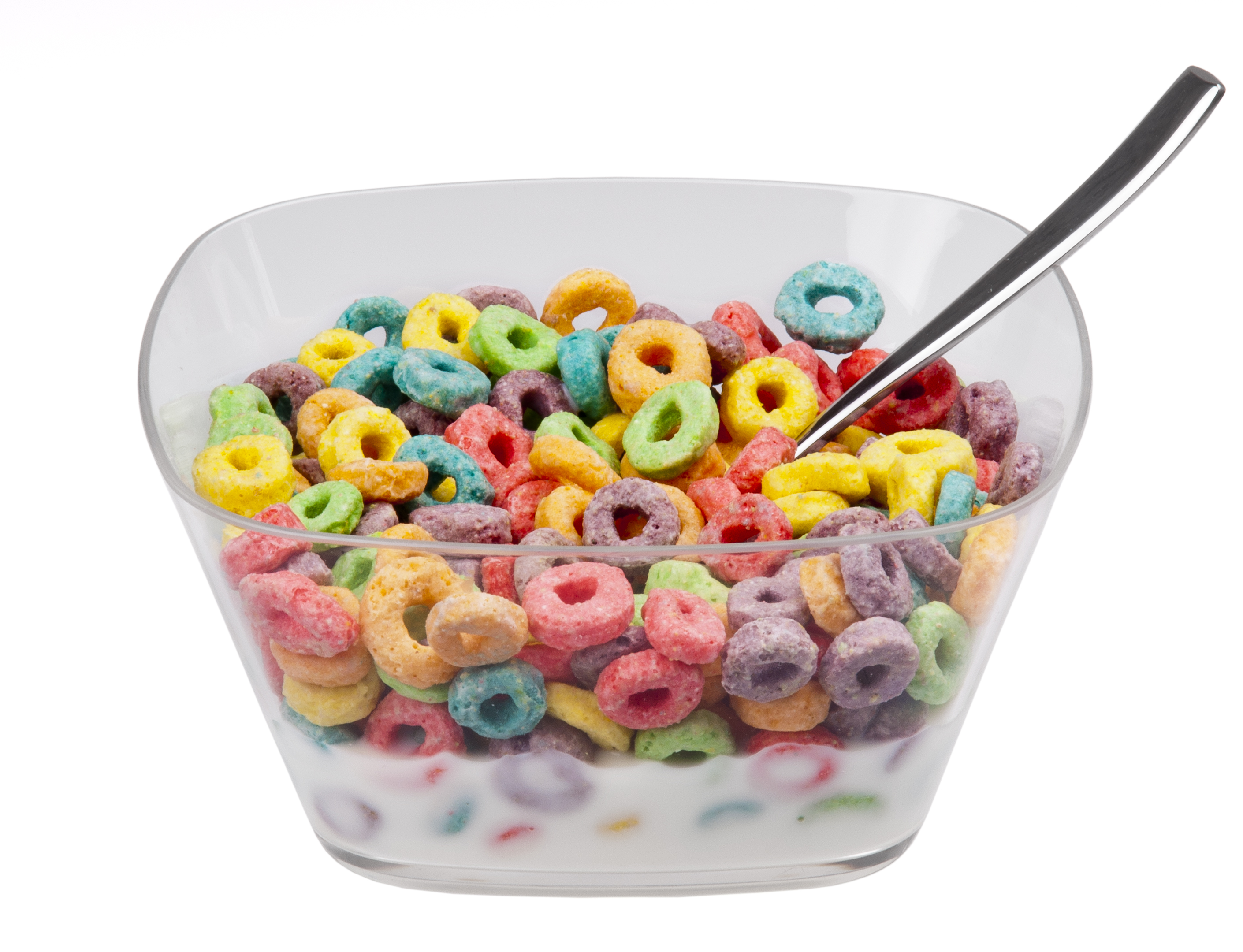
Bol de cereale, o cereală ultraprocesată

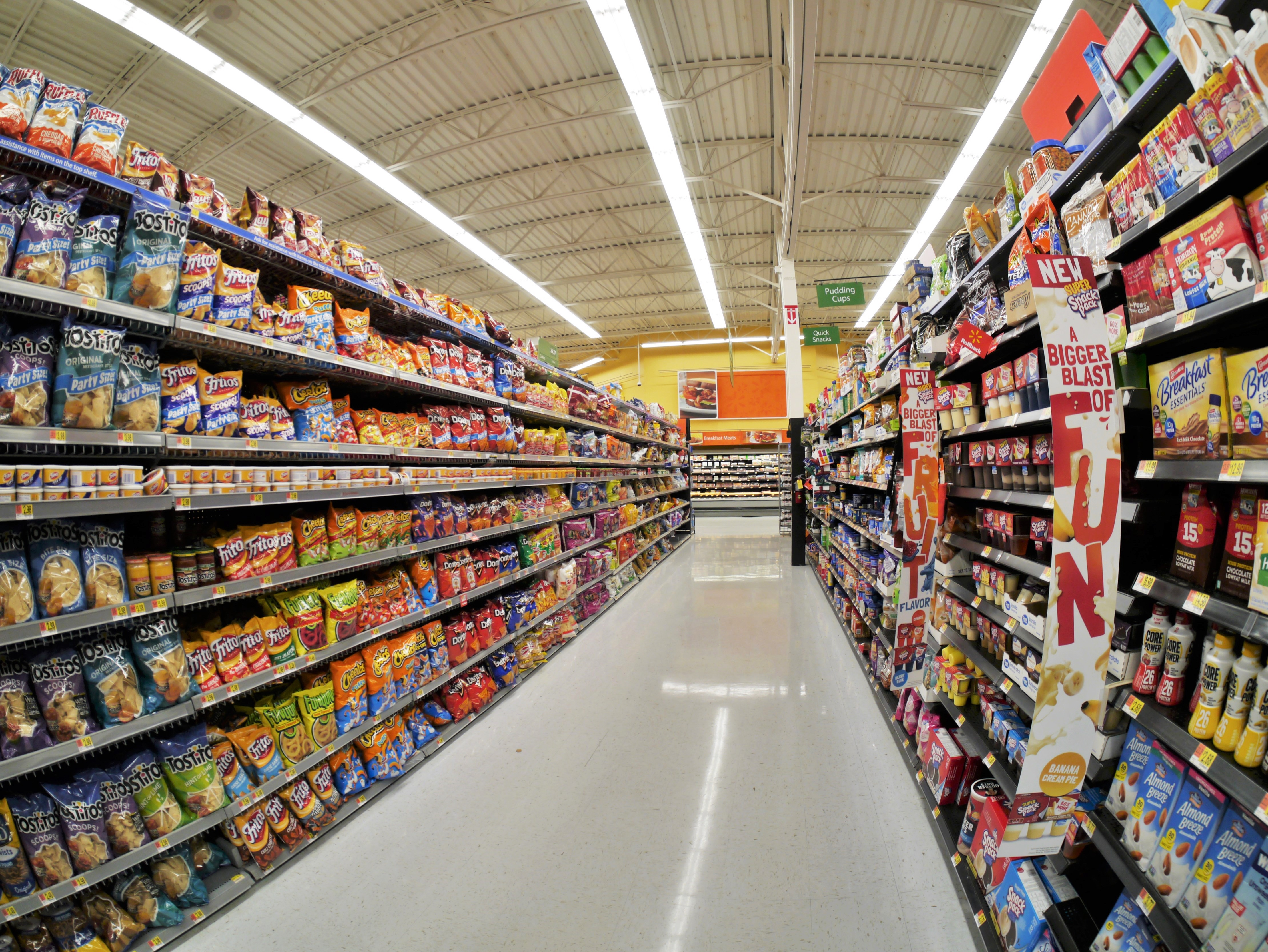
Culoar de alimente ultraprocesate într-un supermarket american

Un aliment ultraprocesat (AUP) (denumit uneori și aliment predigerat) este o substanță comestibilă formulată industrial, obținută din alimente naturale sau sintetizată din alți compuși organici. Produsele rezultate sunt concepute pentru a fi profitabile, convenabile și foarte gustoase, adesea prin intermediul aditivilor alimentari, cum ar fi conservanți, coloranți și arome. AUP-urile au suferit adesea procese precum modelare/extrudare hidrogenare sau prăjire.
Alimentele ultraprocesate au devenit omniprezente în anii 1980, deși termenul de „aliment ultraprocesat” a câștigat importanță începând cu un articol din 2009 realizat de cercetători brazilieni, ca parte a sistemului de clasificare Nova. Începând cu anul 2024, cercetarea privind efectele AUP-urilor evoluează rapid.
Datele epidemiologice sugerează că un consum ridicat de alimente ultraprocesate este asociat cu riscuri crescute pentru multe boli, inclusiv obezitate, diabet de tip 2, boli cardiovasculare, astm, anumite tipuri de cancer și mortalitate din toate cauzele. Dependența de hrană poate fi, de asemenea, asociată cu consumul de alimente ultraprocesate. O metaanaliză din 2024 publicată în The BMJ⁠(d) a identificat peste 34 de studii care furnizează dovezi din domeniul sănătății publice privind aceste efecte, deși mecanismul specific al acestora nu a fost clar. Alimentele ultraprocesate reprezintă o proporție semnificativă din dieta țărilor dezvoltate, variind de la 10% în România la peste 50% în Marea Britanie și Statele Unite.
Unii autori au criticat conceptul de „alimente ultraprocesate” considerându-l prost definit, iar sistemul de clasificare Nova ca fiind prea concentrat pe tipul de mâncare consumat, în loc de cantitate. Alți autori, în special din domeniul nutriției, au criticat lipsa unui mecanism atribuit efectelor asupra sănătății, concentrându-se pe modul în care dovezile actuale din cercetare nu oferă mecanisme specifice privind modul în care alimentele ultraprocesate din dietă afectează sistemele organismului.

## Definiții
Preocupările legate de procesarea alimentelor există cel puțin din perioada Revoluției Industriale. Originea alimentelor ultraprocesate este mai recentă: cartea influentă a lui Michael Pollan⁠(d) The Omnivore's Dilemma („Dilema omnivorului”), a făcut referire la alimentele industriale foarte procesate ca fiind „substanțe comestibile asemănătoare hranei”. Carlos Augusto Monteiro⁠(d) l-a citat pe Pollan ca influență în crearea termenului „aliment ultraprocesat” într-un comentariu din 2009.
Echipa lui Monteiro a dezvoltat clasificarea Nova pentru gruparea alimentelor neprocesate și procesate începând cu 2010, definiția lor pentru ultraprocesare devenind cea mai larg acceptată, fiind rafinată prin publicații succesive. Identificarea alimentelor ultraprocesate, precum și categoria în sine, fac obiectul unor dezbateri între oamenii de știință din domeniul nutriției și sănătății publice, fiind propuse și alte definiții.
Un studiu din 2021 asupra sistemelor de clasificare a nivelurilor de procesare a alimentelor a identificat patru „teme definitorii”:
- Gradul de modificare (față de starea naturală)
- Natura modificării (proprietăți, ingrediente adăugate)
- Locul procesării (unde/de către cine)
- Scopul procesării (de ce, esențial/cosmetic)[21]

### Comentariul lui Monteiro din 2009
Carlos Monteiro, colaborând cu o echipă de cercetători de la Universitatea din São Paulo, a publicat pentru prima dată conceptul de alimente ultraprocesate:
Alimentele ultraprocesate sunt în esență combinații de ingrediente din grupul 2 (substanțe extrase din alimente integrale), combinate de obicei cu utilizarea sofisticată a aditivilor alimentari, pentru a le face comestibile, apetisante și să creeze dependență. Nu au nicio asemănare reală cu alimentele din grupul 1 (alimente minim procesate), deși pot fi modelate, etichetate și comercializate pentru a părea sănătoase și „proaspete”. Spre deosebire de ingredientele incluse în grupul 2, alimentele ultraprocesate nu sunt consumate în mod obișnuit cu sau ca parte a alimentelor, preparatelor și meselor minim procesate. Dimpotrivă, acestea sunt concepute să fie gata de consumat (uneori cu adaos de lichide precum laptele) sau gata de încălzit și sunt adesea consumate singure sau în combinație (cum ar fi gustările sărate cu băuturi răcoritoare, pâinea cu burgeri).
Această definiție este la fel de socială precum una bazată pe ingrediente specifice, ceea ce face ca înțelegerea alimentelor ultraprocesate să fie foarte intuitivă, chiar și în rândul consumatorilor neinstruiți. Un răspuns la comentariul lui Monteiro din 2009 sugera că definiției îi „lipsește precizia”, deoarece îi lipsesc definițiile măsurabile ale științei alimentare tradiționale. Din cauza acestui fapt, cercetătorii nu sunt de acord dacă definiția poate constitui o bază validă pentru controlul științific. Cercetătorii au dezvoltat o definiție cantitativă pentru alimentele hiperpalatabile, dar nu și pentru alimentele ultraprocesate.

### Clasificarea Nova

Etichetă pentru grupa Nova 4, „alimente ultraprocesate”

Ulterior, echipa lui Monteiro a prezentat alimentele ultraprocesate ca grup în sistemul de clasificare Nova pentru alimente. Sistemul se concentrează pe procesarea alimentelor, mai degrabă decât pe tipurile de alimente sau nutrienți. Nova clasifică alimentele în patru grupe: alimente neprocesate sau minim procesate, ingrediente procesate, alimente procesate și alimente ultraprocesate.

Nova este un sistem de clasificare deschis care își rafinează definițiile gradual prin publicații științifice, în loc să apeleze la un consiliu consultativ central. Cea mai recentă descriere generală a Nova definește alimentele ultraprocesate ca:
Produse alimentare fabricate industrial, compuse din mai multe ingrediente (formulări) care includ zahăr, uleiuri, grăsimi și sare (în general în combinație și în cantități mai mari decât în alimentele procesate) și substanțe alimentare fără sau cu o utilizare culinară rară (cum ar fi siropul de porumb cu conținut ridicat de fructoză), uleiurile hidrogenate, amidonurile modificate și izolatele proteice). Alimentele din Grupa 1 sunt absente sau reprezintă o mică parte din ingredientele din formulare. Procedeele care permit fabricarea alimentelor ultraprocesate includ tehnici industriale precum extrudare, modelare și prăjirea; aplicarea aditivilor, inclusiv a celor a căror funcție este de a face produsul final apetisant sau hiperpalatabil, cum ar fi aromele, coloranții, îndulcitorii fără zahăr și emulgatorii; și ambalaje sofisticate, de obicei din materiale sintetice. Procedeele și ingredientele de aici sunt concepute pentru a crea alternative profitabile (ingrediente cu costuri scăzute, termen de valabilitate îndelungat, branding puternic), convenabile (gata de consum sau băut), gustoase la toate celelalte grupe alimentare Nova și la preparatele și mesele proaspete. Alimentele ultraprocesate se disting operațional de alimentele procesate prin prezența unor substanțe alimentare fără uz culinar (varietăți de zaharuri precum fructoza, siropul de porumb cu conținut ridicat de fructoză, „concentrate de suc de fructe”, zahăr invertit, maltodextrină, dextroză și lactoză; amidonuri modificate; uleiuri modificate, cum ar fi uleiurile hidrogenate sau interesterificate; și surse de proteine precum proteine hidrolizate, izolat proteic din soia, gluten, cazeină, zer și „carne dezosată mecanic”) sau a aditivilor cu funcții cosmetice (arome, potențiatori de aromă, coloranți, emulgatori, săruri emulsionante, îndulcitori, agenți de îngroșare și antispumanți, de umplere, de carbonatare, de spumare, de gelifiere și de glazurare) în lista lor de ingrediente.
Definiția Nova a alimentelor ultraprocesate nu comentează conținutul nutritiv al alimentelor și nu este destinată profilării nutrienților.

### Agenția Internațională pentru Cercetarea Cancerului (IARC)
Agenția Internațională pentru Cercetarea Cancerului (IARC), o agenție interguvernamentală care face parte din Organizația Mondială a Sănătății, clasifică alimentele în funcție de gradul de procesare. Acest sistem împarte alimentele în alimente „neprocesate”, „moderat procesate” și „foarte procesate”. Sistemul nu ține cont de natura sau scopul modificărilor.

### Indicele Siga
Indicele Siga este un sistem de clasificare pentru alimentele procesate, dezvoltat în Franța. Acesta se bazează pe gradul de procesare și pe calitatea nutritivă a alimentelor, folosind o abordare holistică și reducționistă.
Indicele Siga atribuie un punctaj cuprins între 1 și 100 fiecărui produs alimentar, unde scoruri mai mari indică o calitate nutritivă superioară și un grad mai scăzut de procesare. De asemenea, Indicele Siga definește alimentele ultraprocesate (AUP) ca fiind cele cu un punctaj sub 40, considerate a avea o valoare nutritivă scăzută și niveluri ridicate de aditivi, conservanți și ingrediente artificiale.

### Consiliul Internațional pentru Informații Alimentare (IFIC)
Consiliul Internațional pentru Informații Alimentare definește cinci niveluri de procesare a alimentelor: alimente minim procesate, alimente procesate pentru conservare, amestecuri de ingrediente combinate, alimente procesate gata de consum și preparate din alimente/mese.

### NUPENS
Centrul de Cercetare Epidemiologică în Nutriție și Sănătate de la Universitatea din São Paulo a propus o variantă a clasificării Nova, care cuprinde: alimente neprocesate, minim sau moderat procesate, alimente procesate și alimente ultraprocesate.

## Economie
Gradul ridicat de procesare face ca alimentele ultraprocesate să fie supuse unor constrângeri economice diferite față de alimentele naturale.

### Rentabilitatea

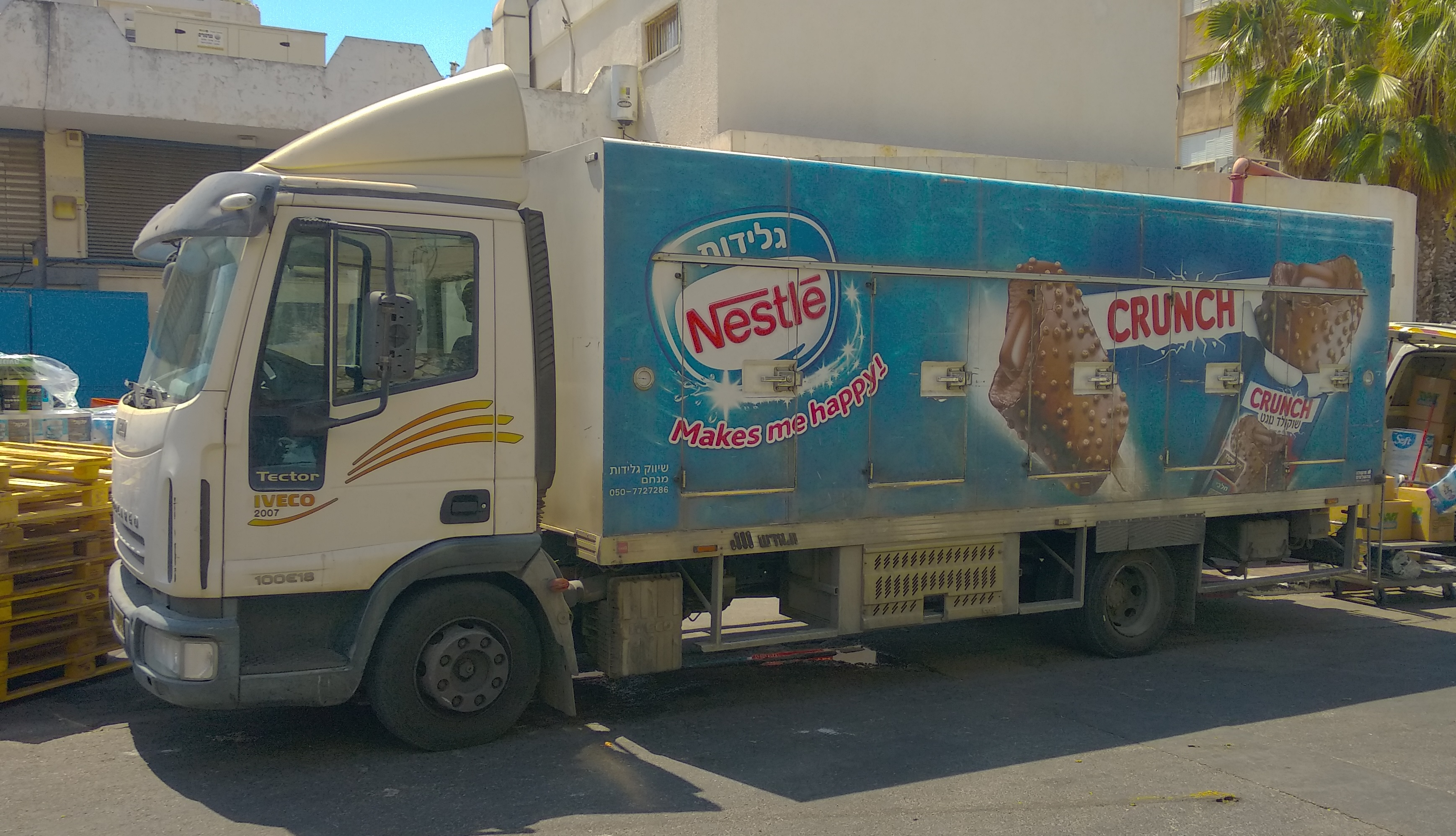
Nestlé este unul dintre principalii distribuitori mondiali de alimente ultraprocesate, fiind prezent în 188 de țări.

Alimentele ultraprocesate folosesc adesea ingrediente mai ieftine, permițându-le să aibă un preț mai mic. În plus, alimentele ultraprocesate sunt disponibile în magazine mai constant. Rețelele globale de producție ale companiilor multinaționale de alimente care creează alimente ultraprocesate sunt susținute de o notorietate ridicată a mărcii, tactici agresive de globalizare și achiziționarea de companii locale care vând produse similare.
Companiile care vând alimente ultraprocesate își îndreaptă atenția în special către consumatorii tineri și țările cu venituri medii. Multe dintre aceste companii folosesc datele masive (big data) pentru a alege consumatorii către care să își direcționeze campaniile de marketing. În plus, industria alimentelor ultraprocesate recurge la lobby direct și indirect în țările mari pentru a influența politicile locale privind alimentația.

### Accesibilitate pentru consumatori

Alimente ultraprocesate ca procent din achizițiile gospodăriilor în unele țări europene, începând cu 2018

Acestea au adesea un termen de valabilitate extins, o considerație importantă pentru consumatorii cu venituri reduse care nu au acces constant la frigider. Printre alte motive pentru popularitatea alimentelor ultraprocesate se numără costul ieftin al ingredientelor principale. Prețul alimentelor ultraprocesate a fluctuat mai puțin decât cel al alimentelor neprocesate pe o perioadă de doisprezece ani.

## Efectele asupra sănătății
Efectul alimentelor ultraprocesate asupra sănătății au fost investigate în principal prin studii epidemiologice nutriționale, iar până în prezent nu a existat niciun studiu clinic aleatoriu controlat pentru a investiga impactul acestor alimente asupra altor probleme de sănătate în afară de creșterea în greutate. Aceste studii au arătat un risc crescut general pentru boli, deși studiile care separă diferite tipuri de alimente ultraprocesate au găsit efecte adverse în special doar pentru anumite subgrupuri, cum ar fi băuturile răcoritoare. Per ansamblu, există o asociere între anumite rezultate negative asupra sănătății  –  inclusiv sănătate cardiometabolică și mentală precară și speranța de viață redusă – și consumul de alimente ultraprocesate.
O posibilă explicație pentru efectul advers asupra sănătății sunt cantitățile mari de zahăr, grăsimi și sare din aceste alimente, deși acest lucru nu se aplică la toate alimentele ultraprocesate. Alte explicații potențiale sunt prezența contaminanților, anumitor aditivi alimentari și tratamentul termic ridicat al acestor alimente. În prezent, însă, nu există un consens științific.

## Impact asupra mediului
Dincolo de implicațiile asupra sănătății, producția de alimente ultraprocesate are, de asemenea, un impact semnificativ asupra mediului. Aceste alimente necesită o procesare și o ambalare extensivă, ceea ce duce la un consum mai mare de energie și la o producție mai mare de deșeuri comparativ cu alimentele minim procesate. Mai mult, lanțurile globale de aprovizionare pentru ingredientele alimentelor ultraprocesate contribuie la emisiile de gaze cu efect de seră.

## Reglementare și politică
Având în vedere impactul asupra sănătății și mediului al alimentelor ultraprocesate, s-au cerut reglementări și politici mai bune în jurul acestor produse. Aceste măsuri se confruntă cu provocări semnificative, inclusiv opoziția industriei și natura globală a lanțurilor de aprovizionare cu alimente. Eforturile politice viitoare pot necesita o combinație de reglementări, educație și stimulente pentru a promova alegeri alimentare mai sănătoase și mai sustenabile.
Patru țări din America Latină — Brazilia, Uruguay, Peru, și Ecuador — au publicat până acum recomandări dietetice naționale oficiale care recomandă evitarea alimentelor ultraprocesate. Chile solicită etichete de avertizare pe unele alimente ultraprocesate și taxează băuturile îndulcite cu zahăr. Un raport privind obezitatea publicat de Banca Mondială în 2020 menționează alimentele ultraprocesate ca un factor potențial contribuitor.
În 2022, Comitetul științific consultativ pentru nutriție (SACN) a analizat literatura științifică pentru a evalua dacă guvernul britanic ar trebui să adopte o poziție privind alimentele ultraprocesate și a recomandat cercetări suplimentare, programând o revizuire a poziției sale pentru iunie 2024.

## Critică
În urma publicării clasificării Nova, unii cercetători au pus sub semnul întrebării dacă procesarea alimentelor ar trebui considerată ea însăși un factor în aportul de nutrienți, în special într-o critică importantă din 2017 scrisă de cercetători, dintre care unul a fost finanțat de Nestlé și Kerry Group. AUP-urile sunt definite imprecis și nu este clar cum pot apărea efecte adverse asupra sănătății.
În 2022, Carlos Monteiro și Arne Astrup au argumentat pro și contra clasificării Nova într-o serie de trei articole scrise în stilul unei dezbateri de la Oxford. Argumentul „da” al lui Monteiro susține că efectele alimentelor ultraprocesate sunt demonstrate de studii reprezentative ale dietei și studii de cohortă pe termen lung; că a consuma alimente ultraprocesate este asociat cu rezultate negative asupra sănătății; și că asocierile sunt susținute de discuții privind mecanisme specifice. Argumentul „nu” al lui Astrup susține că definiția Nova a alimentelor ultraprocesate este ambiguă și duce în mod inerent la clasificarea greșită a alimentelor; că dovezile lipsesc pentru efecte care nu sunt deja luate în considerare de factori cunoscuți precum compoziția nutrienților; că dovezile existente se limitează la studii observaționale, mai degrabă decât să fie susținute de studii clinice aleatorii; și că unele tehnici de ultraprocesare sunt valoroase pentru realizarea tranziției către producția durabilă de alimente. Cu toate acestea, cei doi cercetători au fost de acord că procesarea alimentelor afectează semnificativ calitatea dietei și rezultatele asupra sănătății; că cele mai multe tipuri de procesare a alimentelor sunt inofensive sau benefice, o minoritate fiind dăunătoare; că unele caracteristici ale procesării alimentelor sunt utile pentru sistemele de clasificare a alimentelor; și că sunt necesare studii suplimentare pentru a înțelege efectul procesării alimentelor asupra sănătății umane.